# Neoris shahidula
Neoris shahidula är en fjärilsart som beskrevs av Adalbert Seitz 1928. Neoris shahidula ingår i släktet Neoris och familjen påfågelsspinnare. Inga underarter finns listade i Catalogue of Life.